# Det brænder
|  | Denne artikel er oprettet af botten PalnaBot ud fra en ekstern database. Den kan derfor have sproglige fejl eller mangler. Denne skabelon kan fjernes efter kontrol af indholdet. |

Det brænder er en film med ukendt instruktør.

## Handling
Slukningstogets udrykning - Ildebrand - Uforsigtighedsbrande: Benzindampe, tobaksrygning, fernisklude - Udrykning til brand på landet. Brandårsager på landet: Anbringelse af tændstikker, tobaksrygning i lade - Anvendelse af petroleum til optænding - Sikring ved ler på loftet - Juletræsbrande - Alarmering - Opgørelse af de materielle tab ved brandskader i landet - Brandværnslære som emnestof i skolen.